# Білл Креґ (плавець)
Білл Креґ (англ. Bill Craig, 16 січня 1945 — 1 січня 2017) — американський плавець.
Олімпійський чемпіон 1964 року.
Переможець Панамериканських ігор 1963 року.